# Устаоглу, Йешим
Йешим Устаоглу (тур. Yeşim Ustaoğlu, 18 ноября 1960, Сарыкамыш, провинция Карс) — турецкий кинорежиссёр и сценаристка.

## Биография
Устаоглу родилась в провинции Карс, города Сарыкамыш. Росла в Трапезунде на Чёрном море. После изучения архитектуры в Техническом университете Карадениз переехала в Стамбул, где поступила на магистратуру Технического университета Йылдыз, работала архитектором, затем журналистом и кинокритиком.

### Творчество
До своего дебюта в полнометражном кино с фильмом «След» в 1994 году она сняла несколько короткометражных фильмов, которые в последствии были удостоены наград. Фильм «След» был представлен на 19-м Московском международном кинофестивале.
Устаоглу получила международное признание за следующий фильм «Путешествие к солнцу», который рассказывал историю дружбы между турком и курдом. Её четвертый фильм «Ящик Пандоры» получил награды за лучший фильм и лучшую женскую роль на кинофестивале в Сан-Себастьяне и является самым большим международным успехом Устаоглу на сегодняшний день.

## Фильмография
- 1994 IZ / След (был показан в программе Московского МКФ)
- 1999 Günese yolculuk/ Путешествие к солнцу
- 2004 Bulutlari beklerken/ В ожидании облаков
- 2008 Pandoranın Kutusu/ Ящик Пандоры (Золотая раковина Сан-Себастьянского МКФ)
- 2012 Araf/ Араф (специальный приз жюри Ереванского кинофестиваля 2013 года).

## Признание
Фильм Путешествие к солнцу получил премии на Берлинском, Иерусалимском, Монреальском и других кинофестивалях. Сьюзен Зонтаг назвала его среди 10 лучших фильмов года (см.: ).
Йешим Устаоглу возглавил жюри Стамбульского МКФ 2010 года.